# Oxylakis sumatranus
Oxylakis sumatranus är en insektsart som beskrevs av Sigfrid Ingrisch 1998. Oxylakis sumatranus ingår i släktet Oxylakis och familjen vårtbitare. Inga underarter finns listade i Catalogue of Life.